# Condado de Callaway
El condado de Callaway (en inglés: Callaway County) es un condado en el estado estadounidense de Misuri. En el censo de 2000 el condado tenía una población de 40.766 habitantes. Forma parte del área metropolitana de Jefferson City. La sede de condado es Fulton. El condado fue fundado en 1820 y fue nombrado en honor al capitán James Callaway, un militar que murió luchando contra los amerindios. La Central Nuclear de Callaway se encuentra dentro del condado.

## Geografía

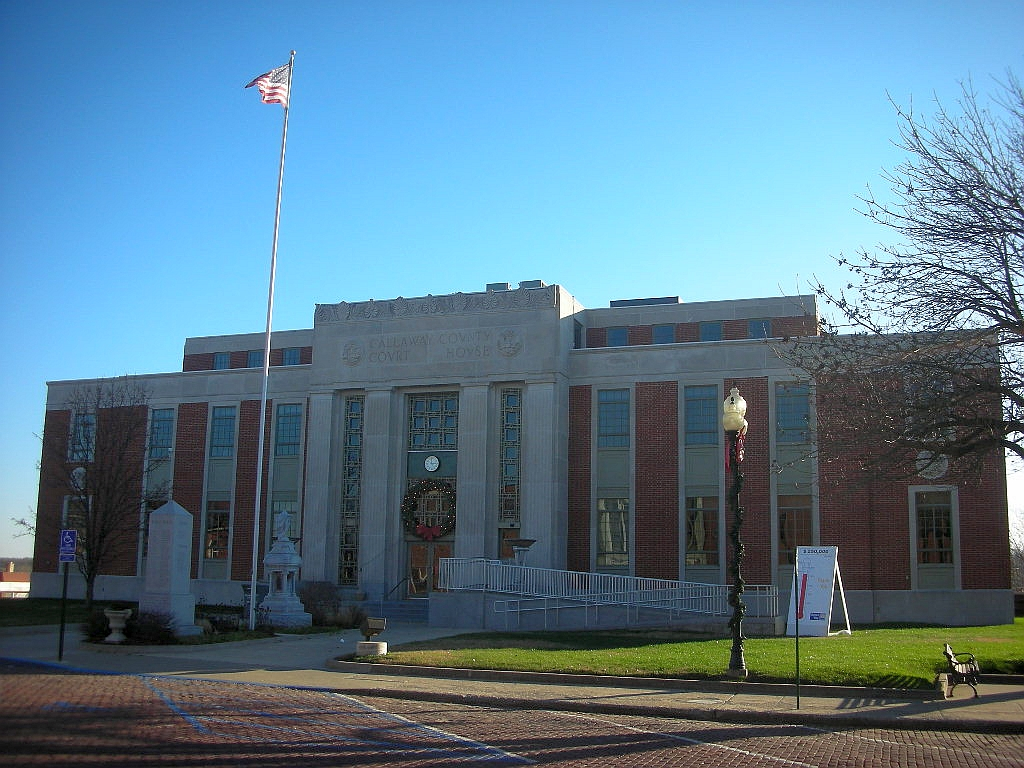
Juzgado del condado de Callaway en Fulton.

Según la Oficina del Censo, el condado tiene un área total de 2.194 km² (847 sq mi), de la cual 2.173 km² (839 sq mi) es tierra y 21 km² (8 sq mi) (0,97%) es agua.

### Condados adyacentes
- Condado de Audrain (norte)
- Condado de Montgomery (este)
- Condado de Osage (sur)
- Condado de Cole (suroeste)
- Condado de Boone (oeste)

### Áreas protegidas nacionales
- Big Muddy National Fish and Wildlife Refuge
- Mark Twain National Forest

## Autopistas importantes
- Interestatal 70
- U.S. Route 40
- U.S. Route 54
- U.S. Route 63
- U.S. Route 169
- Ruta Estatal de Misuri 94

## Demografía
En el  censo de 2000, hubo 40.766 personas, 14.416 hogares y 10.336 familias residiendo en el condado. La densidad poblacional era de 49 personas por milla cuadrada (19/km²). En el 2000 había 16.167 unidades habitacionales en una densidad de 19 por milla cuadrada (7/km²). La demografía del condado era de 91,79% blancos, 5,66% afroamericanos, 0,52% amerindios, 0,52% asiáticos, 0,01% isleños del Pacífico, 0,30% de otras razas y 1,21% de dos o más razas. 0,92% de la población era de origen hispano o latino de cualquier raza. 
La renta promedio para un hogar del condado era de $39.110 y el ingreso promedio para una familia era de $44.474. En 2000 los hombres tenían un ingreso medio de $29.574 versus $22.317 para las mujeres. La renta per cápita para el condado era de $17.005 y el 8,50% de la población estaba bajo el umbral de pobreza nacional.

## Ciudades y pueblos
| - Auxvasse - Cedar City - Fulton | - Holts Summit - Jefferson City - Kingdom City | - Lake Mykee Town - Mokane - New Bloomfield | - Portland - Tebbetts - Williamsburg |